# Młodzi Idą
Młodzi Idą – dwutygodnik młodzieżowy wydawany przez Organizację Młodzieży Towarzystwa Uniwersytetu Robotniczego w Lublinie w latach 1944–1945.
O wydawaniu czasopisma postanowiono na zjeździe młodzieży socjalistycznej, który odbył się w Lublinie w dniach 8–9 października 1944 w tamtejszym Domu Żołnierza. W pierwszym numerze z 1 listopada 1944 zamieszczono rezolucję wzywającą polską młodzież do wzmożenia wysiłku wojennego poprzez wstępowanie do Wojska Polskiego oraz do pracy w przemyśle, komunikacji, jak również popieranie władz komunistycznych. Numer ten liczył dwanaście stron, a oprócz rezolucji umieszczono w nim artykuł programowy Droga młodzieży, artykuł Nowe drogi do spółdzielczości, Kronikę organizacyjną i Kronikę wydarzeń. Artykuły publikował tu m.in. prof. Henryk Raabe. Istniała też rubryka Kącik świetlicowy, gdzie swoje wiersze zamieszczali m.in. Adam Ważyk, Julian Tuwim i Antoni Słonimski. Nakład wynosił 20 000 egzemplarzy. 
Drugi numer ukazał się 8 stycznia 1945, a trzeci – 29 stycznia 1945. Numery te były objętościowo skromniejsze (6–8 stron) i wypełnione zostały artykułami programowymi, agitacją, felietonami, publicystyką społeczno-wychowawczą i kronikami organizacyjnymi. Wiersze zamieścili w nich Jerzy Putrament i Władysław Broniewski. Trzeci numer był ostatnim, który wydano. 